# AGOVV Apeldoorn
Der AGOVV Apeldoorn ist ein Fußballverein aus der niederländischen Großstadt Apeldoorn, Provinz Gelderland. Der größte Erfolg des 1913 gegründeten Vereins ist das Vordringen in das Finale des niederländischen Pokals 1938. Von 1957 bis 1962 sowie von 2003 bis 2013 spielte der Verein in der zweitklassigen Eerste Divisie. Seit der Zahlungsunfähigkeit 2013 ist der Verein nurmehr im Amateurlager vertreten und spielt dort in den Samstagsligen.

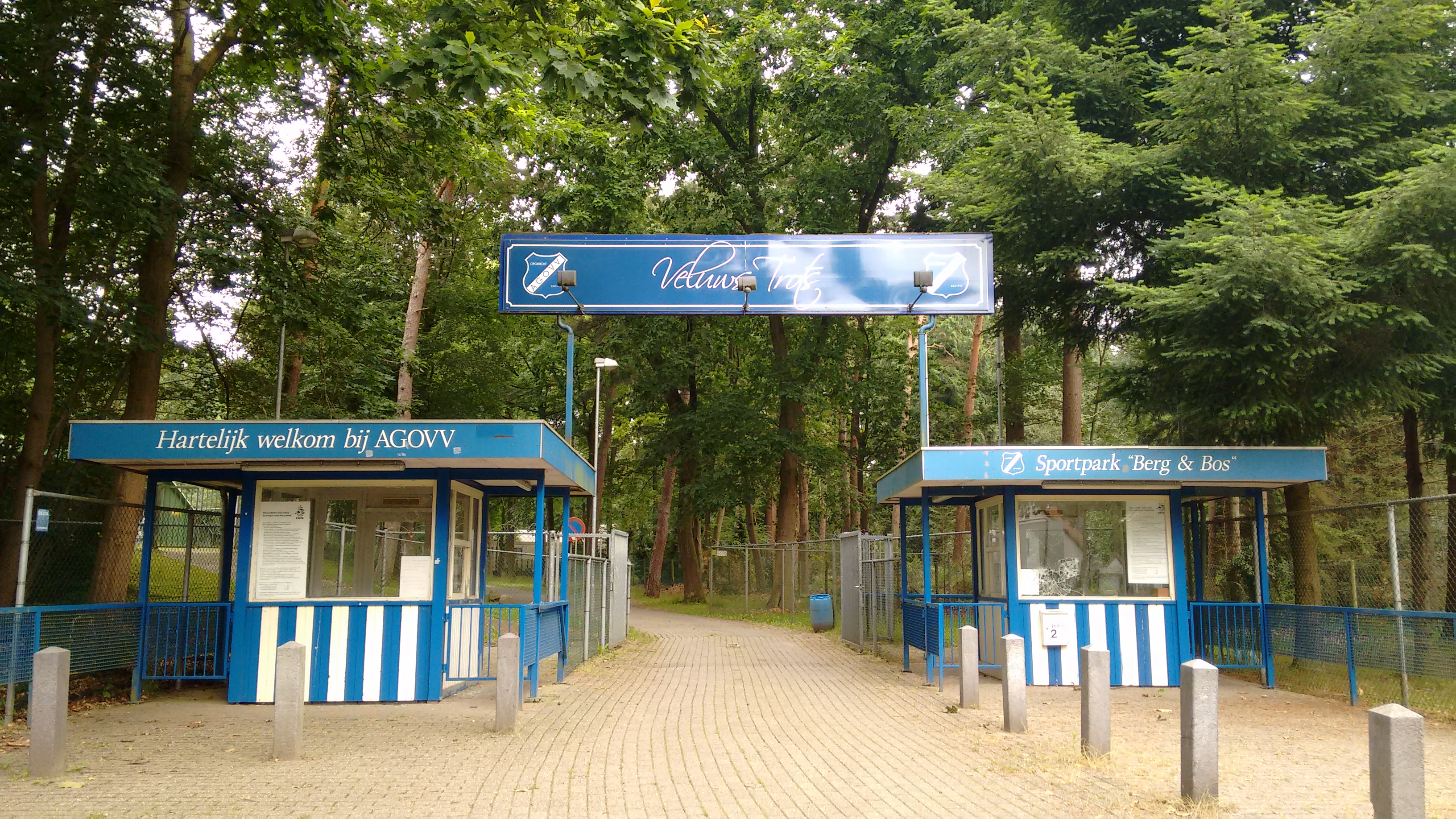
Eingang zum Sportpark Berg en Bos

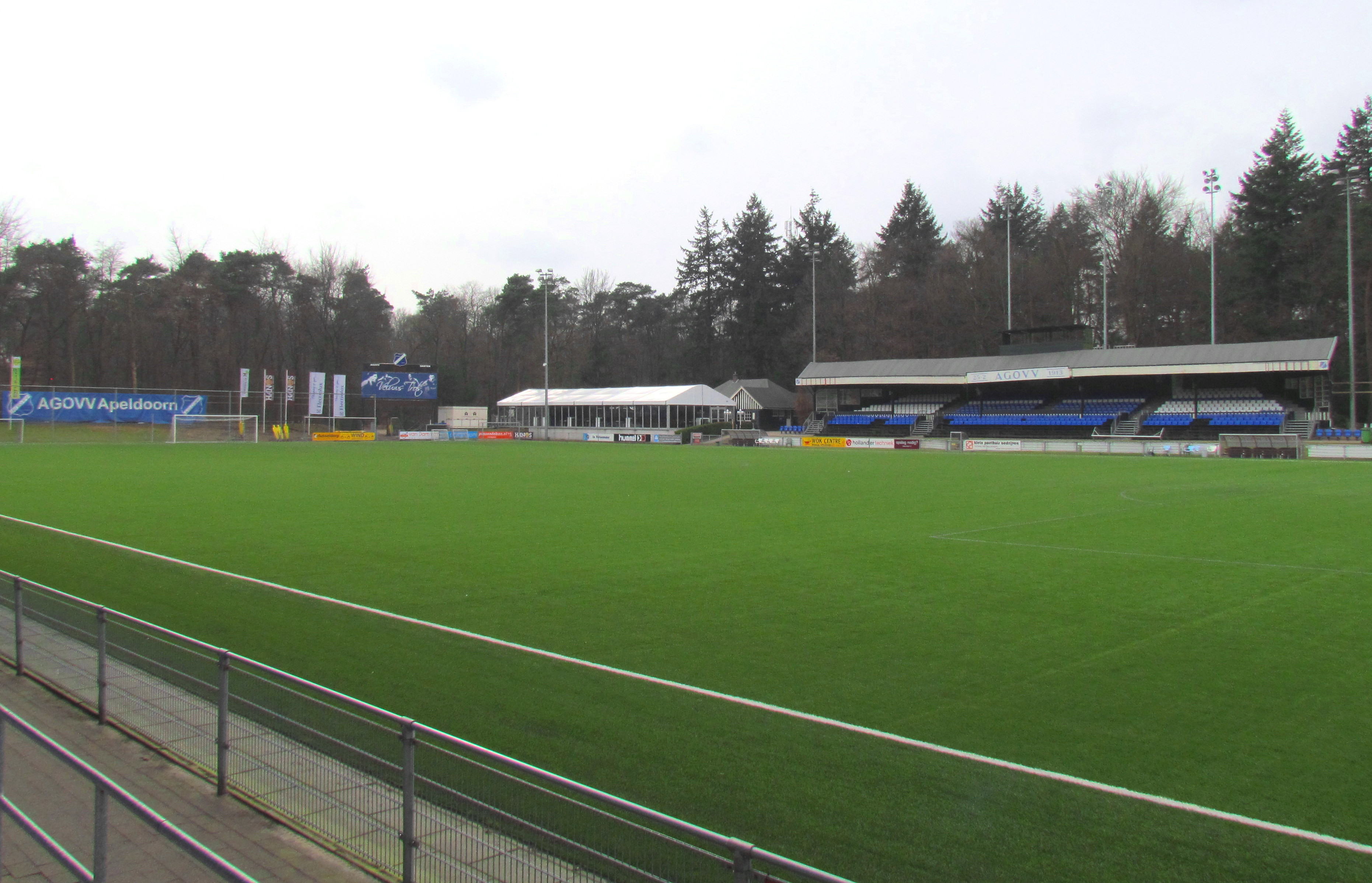
Sportpark Berg & Bos

## Geschichte
Der Verein wurde am 2. Februar 1913 gegründet. Seit 1919 führte der Verein den Namen „Apeldoornse Geheel Onthouders Voetbal Vereniging“ (AGOVV) (deutsch Apeldoorner Abstinenzler-Fußballverein), weil die Begründer Gegner des damals üblichen Getränkemissbrauchs am Ende von Fußballspielen waren. Die Vereinskultur änderte sich aber in den darauf folgenden Jahren, indem der Verein 1921 seinen Namen ändern ließ, 'Alleen Gezamenlijk Oefenen Voert Verder' (auf Deutsch: Nur zusammen üben bringt weiter). 1938 drang AGOVV bis in das Finale des niederländischen Pokals vor, unterlag dort aber dem VSV, einem Vorgängerverein des Velsener Klubs Telstar, mit 1:4.
1971 wurde AGOVV durch den KNVB bei der großen Sanierung der Profi-Fußballvereine zu den Amateuren zurückgesetzt. Heftige Proteste in der Apeldoorner Innenstadt änderten nichts daran. Der Verein spielte in verschiedenen Amateurligen des KNVB. In der Saison 2001/02 wurde AGOVV Meister in der drittklassigen Hoofdklasse und im gleichen Jahr Gesamt-Amateurmeister.
2003/04 kehrte der Verein zu den Profis zurück. Seit der Saison 2003/04 verwendet der Verein den Namen der Stadt in seinem offiziellen Namen: AGOVV Apeldoorn. AGOVV Apeldoorn spielt heutzutage in der Eerste Divisie, der zweithöchsten Spielklasse. Seit 2003 gibt es neben der Berufsspieler-Mannschaft auch eine Amateur-Mannschaft. Die Mannschaft der Amateure, die ihre besten Spieler an die Profis verloren, stiegen 2004 von der Hoofdklasse in die eerste klasse  ab.
Bei der Rückkehr in die Eerste Divisie wurde der ehemalige Nationalspieler Jurrie Koolhof als Cheftrainer der ersten Mannschaft angestellt. Der Alt-Cheftrainer der Amateur-Mannschaft Stanley Menzo (Ex-Torwart von Ajax Amsterdam, PSV Eindhoven, Girondins de Bordeaux und AGOVV Apeldoorn) verfügte damals nicht über die vorgeschriebenen Diplome, um Trainer werden zu dürfen. Nach zwei enttäuschenden Saisons unter Koolhof (zwei Mal 10. Tabellenplatz) wurde am Anfang der Saison 2005/06 Stanley Menzo, der mittlerweile über die notwendigen Diplome verfügte, als neuer Cheftrainer angestellt.
AGOVV hatte nach dem Neubeginn als Profi-Verein wiederholt große Probleme sowohl in sportlicher wie auch in finanzieller Hinsicht. Im Fußballjahr 2011/12 wurde der Verein nur deshalb nicht Letzter seiner Spielklasse, weil dem FC Emmen wegen Nichterfüllens finanzieller Auflagen des KNVB sechs Punkte abgezogen worden waren. Im Dezember 2012 leitete die Steuerbehörde mit einer offenen Forderung über ca. 400.000 Euro das Insolvenzverfahren gegen AGOVV ein. Dieses konnte trotz eines richterlich gewährten Aufschubs von vier Wochen nicht mehr abgewendet werden. Am 8. Januar 2013 wurde der Verein für zahlungsunfähig erklärt. Nachdem die 10-tägige Berufungsfrist ungenutzt geblieben war, wurde AGOVV am 17. Januar 2013 aus der Meisterschaft genommen. Alle bereits gespielten Begegnungen der Saison wurden als nicht gespielt betrachtet und aus der Meisterschaftstabelle herausgerechnet. Die Amateure von AGOVV waren von der Insolvenz der Profis nicht betroffen.

## Stadion
AGOVV Apeldoorn spielt seit 1921 im Sportpark Berg en Bos im gleichnamigen Villenviertel in Apeldoorn-West. Die Anlage liegt am Rande eines Waldes und ist durch die Lage eines der schönsten überhaupt. Die 1921 gebaute Haupttribüne steht unter Denkmalschutz. Der Sportpark Berg en Bos wurde 2005 bei der Rückkehr in die zweite Liga komplett renoviert. Das alte Stadion hatte neben der relativ kleinen Haupttribüne keine Sitzplätze. Bei der Renovierung wurden neue Tribünen mit Sitzplätzen gebaut, die aber die Kapazität des Stadions von 10.000 auf 3.500 Zuschauer senkten. Von 2010 bis 2016 trug der Sportpark den Sponsorennamen Fly Brazil / Desko-Stadion. Der Verein strebte den Aufstieg in die Ehrendivision an und überdachte einen Stadionneubau was den Anwohnern missfiel. Seit dem Bankrott und dem Abgang in das Amateurlager hat sich dies aber erledigt.

## Bekannte Ex-Spieler des Vereins
Auswahl
- Peter Bosz, u. a. Spieler bei Hansa Rostock
- Gonzalo García García
- Raimond van der Gouw, ehemals Manchester United, West Ham United
- Klaas-Jan Huntelaar, später u. a. Real Madrid, AC Mailand, FC Schalke 04
- Jo Kluin, 1928 ein Länderspiel für die Niederlande
- Jan Kromkamp, ehemals u. a. FC Liverpool
- Erich Meier, u. a. Spieler bei Eintracht Frankfurt, 1. FC Kaiserslautern
- Stanley Menzo, zeitweise Trainer der ersten Mannschaft
- Vojtěch Schulmeister, ehemals Sigma Olomouc, Heracles Almelo
- Robert Roest, ehemals FC Utrecht
- Demy de Zeeuw, ehemals u. a. AZ Alkmaar
- Dries Mertens, später u. a. PSV Eindhoven, SSC Neapel

## Apeldoorns Trainer
- Jurrie Koolhof (2003–2005)
- Stanley Menzo (2005–2006)
- Rini Coolen (2006–2007)
- John van den Brom (2007–2010)